# Der Heuwagen
Der Heuwagen ist ein Triptychon des niederländischen Malers Hieronymus Bosch (um 1450 – 1516). Das Werk existiert in zwei Versionen; eine hängt im Real Sitio de San Lorenzo de El Escorial, die andere im Museo del Prado, Madrid. Es gibt keine konkreten Hinweise auf seine Entstehungszeit; die Forschung geht davon aus, dass „Der Heuwagen“ um 1490 gemalt wurde.

## Das Triptychon

### Die Außenseite der Flügel

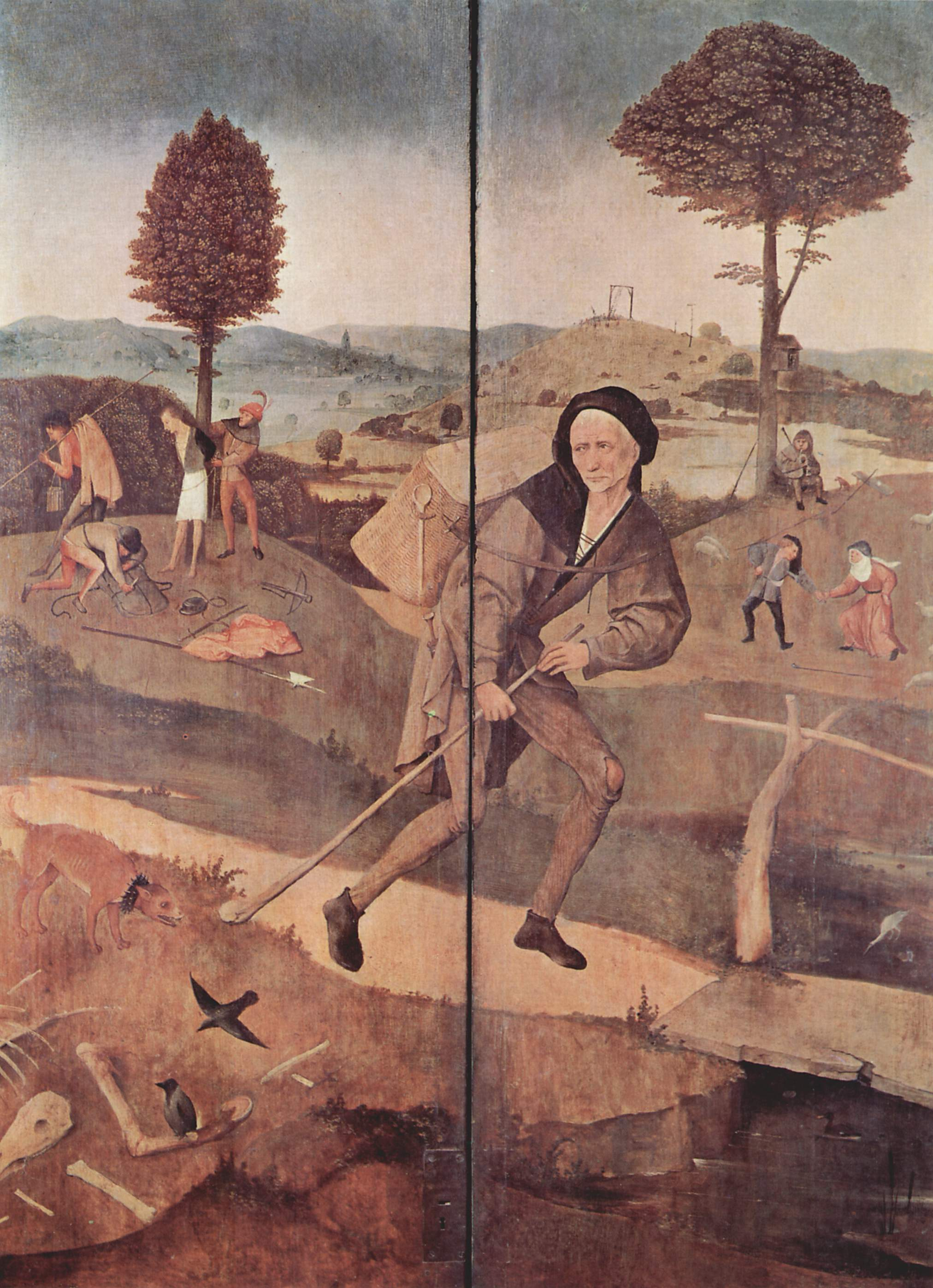
Der Heuwagen: Außenseite

In zugeklapptem Zustand erscheint auf der Frontseite (Außenflügel) zentral ein leicht melancholisch oder müde blickender älterer Mann, gebeugt von der Last einer Kiepe, der mit seinem Wanderstab einen zähnefletschenden kleinen Hund mit Stachelhalsband abwehrt. Kiepe und Wanderstab identifizieren den Mann als Pilger oder wandernden Händler, Krämer, Hausierer. Das weiße Haar signalisiert, dass er seine Tätigkeit vielleicht schon lange ausgeübt hat und dass der Tod nicht mehr weit ist. Das große Loch in der Hose am Knie zeigt, dass er es wohl nicht zu (irdischen) Reichtümern gebracht hat. Er trägt seine kleine Habe auf dem Rücken. Der Zwang, den kargen Lebensunterhalt als wandernder Pilger oder Händler selbst verdienen zu müssen, ist unverkennbar.
Im Sozialprestige steht er ganz unten: In einer 1531 auf Niederländisch erlassenen Verordnung Kaiser Karls V. gegen alles „Pack, das dem Gemeinwohl äußerst schädlich […]“ heißt es: „Hausierer, Flickschuster, Kesselflicker, Kupferhämmerer, Quacksalber, jene, die Streichhölzer, Rattengift und Salben verkaufen und anderes Zeug dieser Art, die nichts anderes tun als im Land herumzuziehen als Schwindler, Wegelagerer, Diebe und Übeltäter.“ Kesselflicker und Kupferhämmerer waren damals typische Zigeunerberufe – die Bettler werden nicht genannt, weil sie weitgehend eine städtische Erscheinung blieben und eine Funktion hatten. Denn in der christlichen Weltanschauung hatten sie lange ihren festen Platz, da nur an ihnen der christlich gesinnte Reiche seine geforderte Mildtätigkeit ('caritas') beweisen konnte. Der Hausierer war somit sozial ganz randständig, wenn nicht sogar außerhalb der damaligen Gesellschaft. Die Abneigung der städtischen Gesellschaft war außerordentlich groß, zumal die Kaufmannszünfte in ihnen unerwünschte Konkurrenz sahen.
Wichtig in alten Gemälden ist immer die Blickrichtung der gemalten Figuren: was sehen sie, was sehen sie nicht? Der Wanderer blickt versonnen in die Ferne und ist keineswegs mit der Abwehr des Hundes beschäftigt. Auch schaut er nicht auf die direkt rechts neben ihm liegenden Knochen (Tod, Vergänglichkeit, memento mori) eines Pferdes oder Esels, zwei Dohlen oder Krähen (Aasfresser) – grundsätzlich gilt für die damalige nichtitalienische und nicht süddeutsche Malerei der Satz des Kirchenvaters Augustinus über die Vögel: „Aves sunt daemones“, also teuflischen Ursprungs, auch und gerade bei Bosch. Vögel auch in dem trüben Gewässer unter dem schon halb zerbrochenen Steg, auf den der Wanderer, halb rückwärts gewandt, zugeht. Wird er hineinstürzen wie Pieter Brueghels „Blinde“? Hund und Steg also als gegenwärtige und kommende Gefahr. Und was tut sich in seinem Rücken? Ist er an dem infamen Raubüberfall von drei Wegelagerern und Dieben schon teilnahmslos vorbeigegangen oder hat er ihn einfach nicht bemerkt? Der Kerl mit der roten gebogenen Hahnenschwanzfeder, der einen offenbar wohlhabenderen, bereits um wesentliche Kleiderstücke beraubten Mann an den Baum fesselt, trägt damit ein klassisches Teufelssymbol am Hut. Mehr in der Bildmitte dagegen, sicher nicht ohne Absicht von Bosch in der Ferne genau über dem Kopf des Wanderers platziert, ein Galgen samt Menschenauflauf für eine bevorstehende Hinrichtung: Verbrechen und irdische Gerichtsbarkeit sind hier bildnerisch miteinander verbunden. Der Wanderer sieht beide nicht. Dann die letzte Szene im Rücken des Hausierers: ein Paar, das zur Musik eines Dudelsackbläsers tanzt.
Der Mann geht seinen Weg, und zwar von links nach rechts, was Bedeutung für die Interpretation der Innenseite des Triptychons hat. Der Weg eines alten, armen Menschen, der nicht zur städtischen Gesellschaft gehört und auch nie in den Kirchen zu finden sein wird, führt durch eine Welt des Verbrechens, der Strafe und des unbotmäßigen Vergnügens.
Die Abbildung korrespondiert mit dem sehr ähnlichen Einzelbildnis Der Hausierer von Hieronymus Bosch.

### Linker Flügel: Der Garten Eden

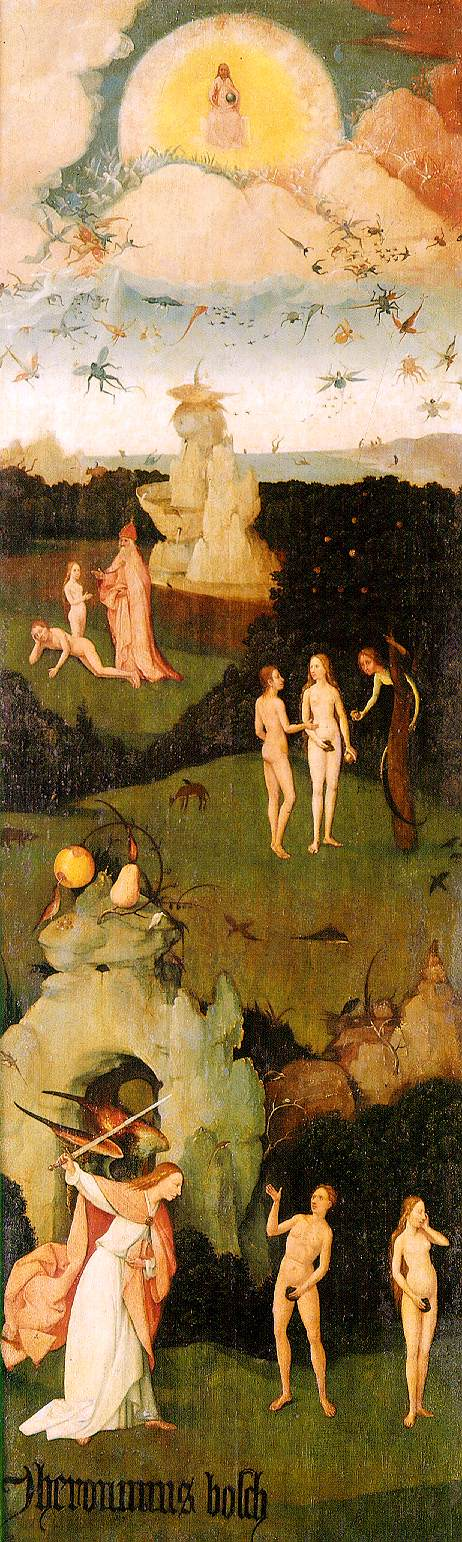
Der Heuwagen: Linker Innenflügel

Bosch präsentiert auf dem linken Innenflügel untereinander den „Engelsturz“, die „Erschaffung Evas“, den „Sündenfall“ und die „Vertreibung aus dem Paradies“.
Abtrünnige Engel werden des Himmels verwiesen. Oberhalb der Wolken sind sie noch als Engel (Personen mit Flügeln) zu erkennen, die von anderen Engeln, die Schwerter schwingen, nach unten durch die Wolken vertrieben werden. Beim Durchtritt durch die Wolken verwandeln sie sich in Insekten und seltsame fliegende Echsen, die dann der Erde entgegenstürzen. Ihr hässliches Äußeres besagt: Sie haben sich von Gott abgewendet und daher an seiner Seite nichts mehr zu suchen. In der zweiten Szene ist Eva soeben von Gott geschaffen worden. Adam liegt schlafend am Boden, und sie, die nach der Bibel aus einer Rippe Adams entstanden ist, scheint ihm regelrecht zu entsteigen. In der dritten Szene folgt der „Sündenfall“. Eva hat schon eine Frucht vom Baum der Erkenntnis gegessen. Sie bedeckt ihr Genital. Die Schlange, mit dem Oberkörper einer Frau, ist im Begriff, Adam eine Frucht zu reichen. Schließlich werden Adam und Eva aus dem Paradies verjagt. Ein Engel, bewaffnet mit einem Schwert, lässt ihnen, die verschämt ihre Genitalien bedecken, keine andere Wahl.

### Mitteltafel: Der Heuwagen

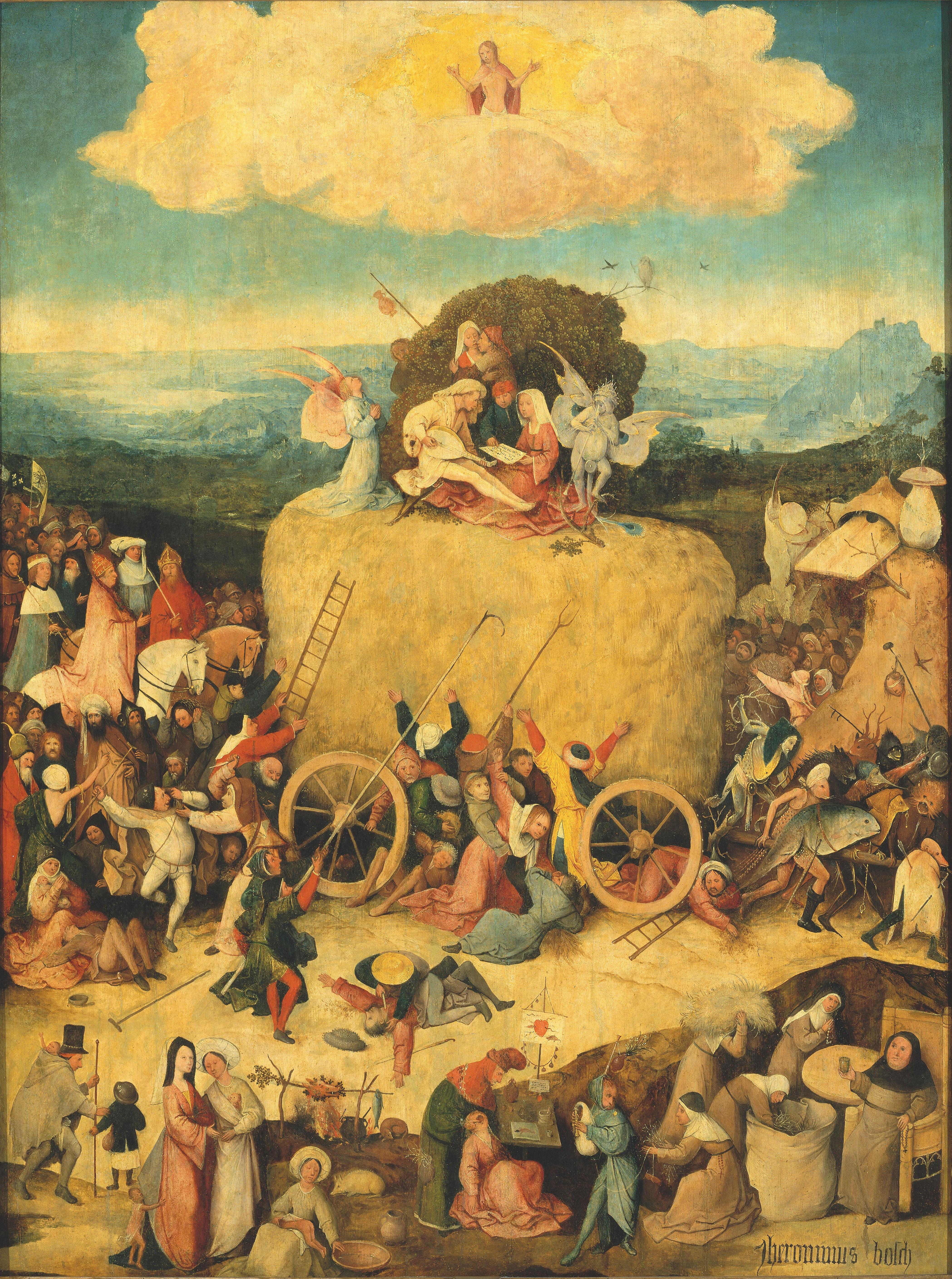
Mitteltafel

Während bei der Abbildung des „Garten Eden“ die Kirche als Auftraggeber vorstellbar ist, kann bei der Darstellung auf der Mitteltafel nicht mehr angenommen werden, dass sie dazu bestimmt wäre, den Altarraum eines Gotteshauses zu schmücken. Obschon in den niederländischen Sprichwörtern dieses Thema aufgegriffen wird, wo es heißt: „Die Welt ist ein Heuhaufen. Ein jeder pflückt davon, so viel er kann“. Diese im Volk bekannten Sprüche speisen sich aus Bibelzitaten, die in literarischen Ausgaben, wie den „Disticha Catonis“ oder den „Proverbia Seriosa“ für das Volk vereinfacht umformuliert wurden und seit 1487/88 durch Leempt's Druck im Flämischen Verbreitung fanden. Das Heu steht also hier sinnbildlich für das in der Umgangssprache auch bei uns bekannte Wort „Reibach machen“, was so viel wie „heftig davon profitieren“ meint.
Im Mittelpunkt der Szene steht ein großer Heuwagen, der von dämonischen Gestalten, halb Mensch, halb Tier, gezogen wird. Neben dem Gefährt gehen Menschen mit und versuchen, mit Händen und langen Forken Heu herunterzureißen. Sie streiten darum, einige geraten dabei unter die Räder. Inmitten der Szene wird einem am Boden liegenden Opfer die Kehle durchgeschnitten. Ein anderer liegt bereits tot am Boden, weil er aus Habgier einer Mordtat zum Opfer gefallen ist.
Verschiedene Szenen im Bild können als Hinweise auf die sieben christlichen Todsünden (oder auch Untugenden) verstanden werden: demzufolge verkörpert die Gruppe auf dem Wagen die Wollust (luxuria), die Mordszene den Zorn (ira), der saufende Mönch die Völlerei (gula), der Zug hinter dem Wagen die Hoffart  (superbia), der schlafende Mann links am Bildrand die Faulheit (acedia), die Raufenden zwischen den Wagenrädern den Neid (invidia) und die raffenden Nonnen den Geiz (avaritia).
In der rechten unteren Ecke ist ein feister Geistlicher zu sehen. Er trinkt aus einem Becher, und es scheint, als stoße er auf die Szene an. Er schaut ungerührt zu, wie Nonnen den vor ihm stehenden Sack immer weiter mit Heu füllen – die Kirche hat sich ihren Löwenanteil längst gesichert. In unmittelbarer Nähe des Geistlichen spielt ein Narr Dudelsack – Symbol für sexuelle Begierde. Ein Quacksalber hat gleich daneben seinen Stand aufgebaut, der markiert ist mit einem Fähnchen, auf dem ein durchstoßenes Herz abgebildet ist. Über dem Wagen, in einer eigenen Wolkenregion des Himmels, ist Jesus dem irdischen Treiben zwar zentral übergeordnet, wirkt aber im Verhältnis zu dem Geschehen ohne Einfluss.

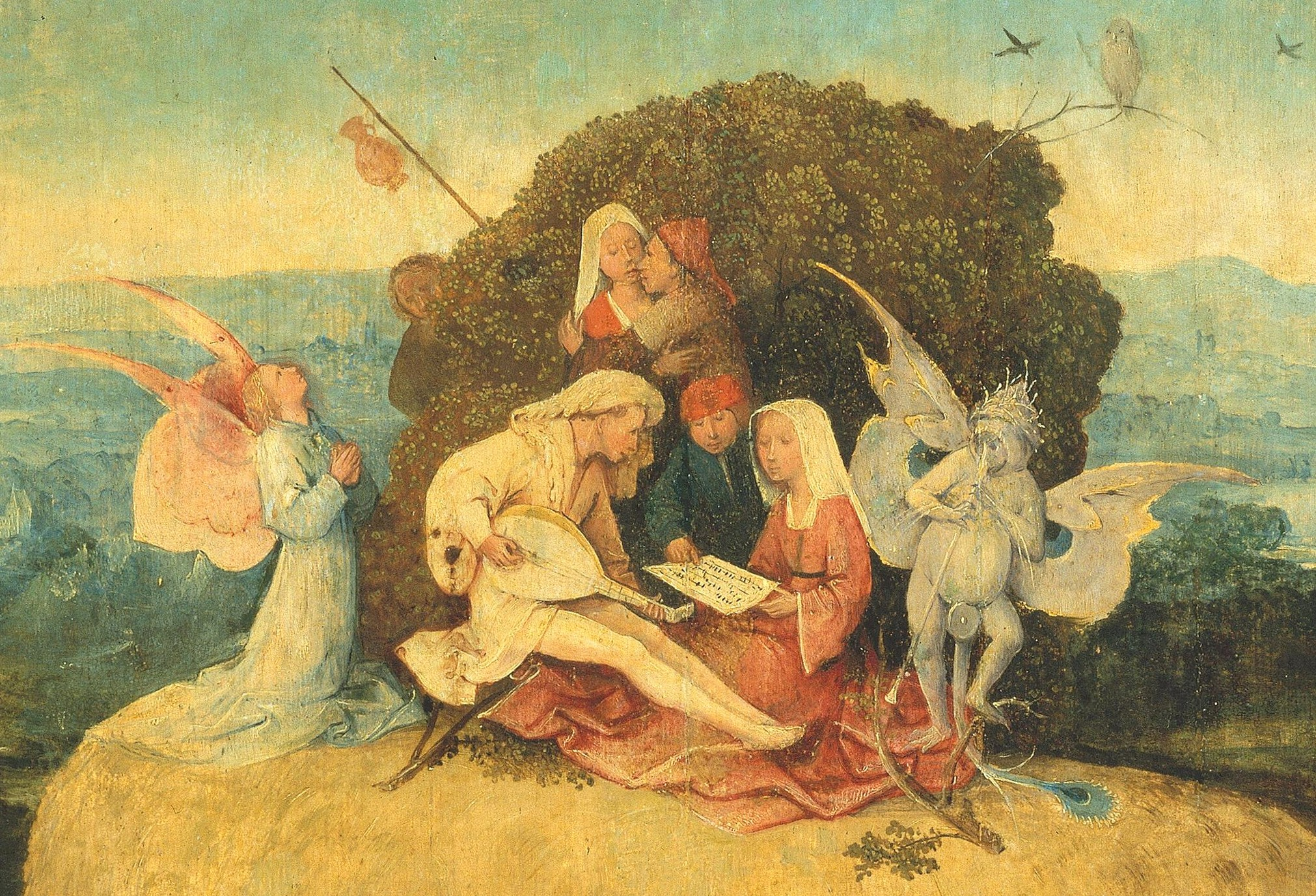
Musiker oben auf dem Heuwagen

Auf dem Heuwagen und vor einem Busch, in welchem sich ein Liebespaar umarmt, sind drei Musiker. Die nackten Beine des Lautenspielers und das Zupfen der Laute spielen an auf die körperliche und lustvolle Seite der Musik. Der Zeigefinger des mittleren Musikers auf dem Notenblatt spielt dagegen an auf die verstandesmäßige Seite der Musik. Rechts neben der Gruppe spielt ein in gespenstischem Grau gemalter Teufel auf einer Schalmei. Auf der linken Seite schaut ein Engel zu Jesus hoch und betet. Die beiden beflügelten Figuren scheinen auf gegensätzliche Einflüsse und Effekte von Musik zu deuten. Aus dem Busch ragt ein Stock hervor, an welchem ein Krug baumelt, und ein hässlicher Alter ist als Voyeur links hinter dem Busch zu sehen. Dem Heuwagen folgt ein großer Tross. Der Papst und ein Bischof, die einzigen, die hoch zu Ross sitzen, führen den Zug an. Dahinter folgen der Kaiser und einige Adelige. Sie scheinen dem Gefährt bedenkenlos und wie selbstverständlich zu folgen. Die Richtung, die die dämonischen Zugtiere eingeschlagen haben, ist unmissverständlich: Es geht unbeirrt und ohne Einhalt nach rechts und direkt abwärts in die Hölle.
Dass der Heuhaufen in Bewegung ist deutet möglicherweise auf die ständige Veränderung der Welt, ihrer Bewohner, und ihrer Sichtweisen. Das eher statische Weltbild des Mittelalters hat sich gewandelt zu dem eher dynamischen der Renaissance und der Aufklärung.

### Rechter Flügel: Die Hölle

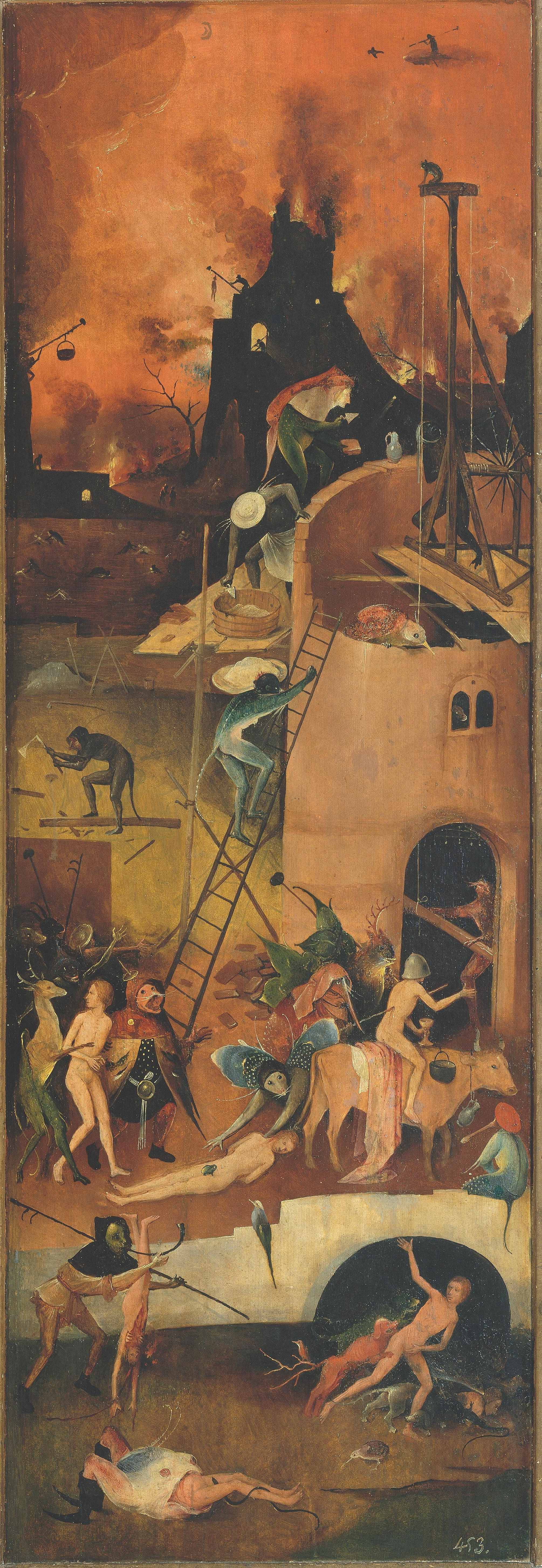
Rechter Innenflügel

Die Farbe Rot gestaltet die Darstellung der Hölle. Im Hintergrund steht der Himmel in Flammen, im Vordergrund bauen dämonische Wesen unermüdlich an einem Turm, der an den Turmbau zu Babel gemahnt. Hier wird Gott gelästert. Nackte Menschen werden dem unfertigen Gebäude zugeführt, andere von Höllenhunden zerrissen bzw. von seltsamem Getier gequält und gefressen.
Bosch hebt die üblichen Bildgrenzen auf, indem sich die Spitze der Zugmannschaft aus dem Mittelteil in der rechten Tafel fortsetzt und dort bereits in der Hölle angekommen ist.

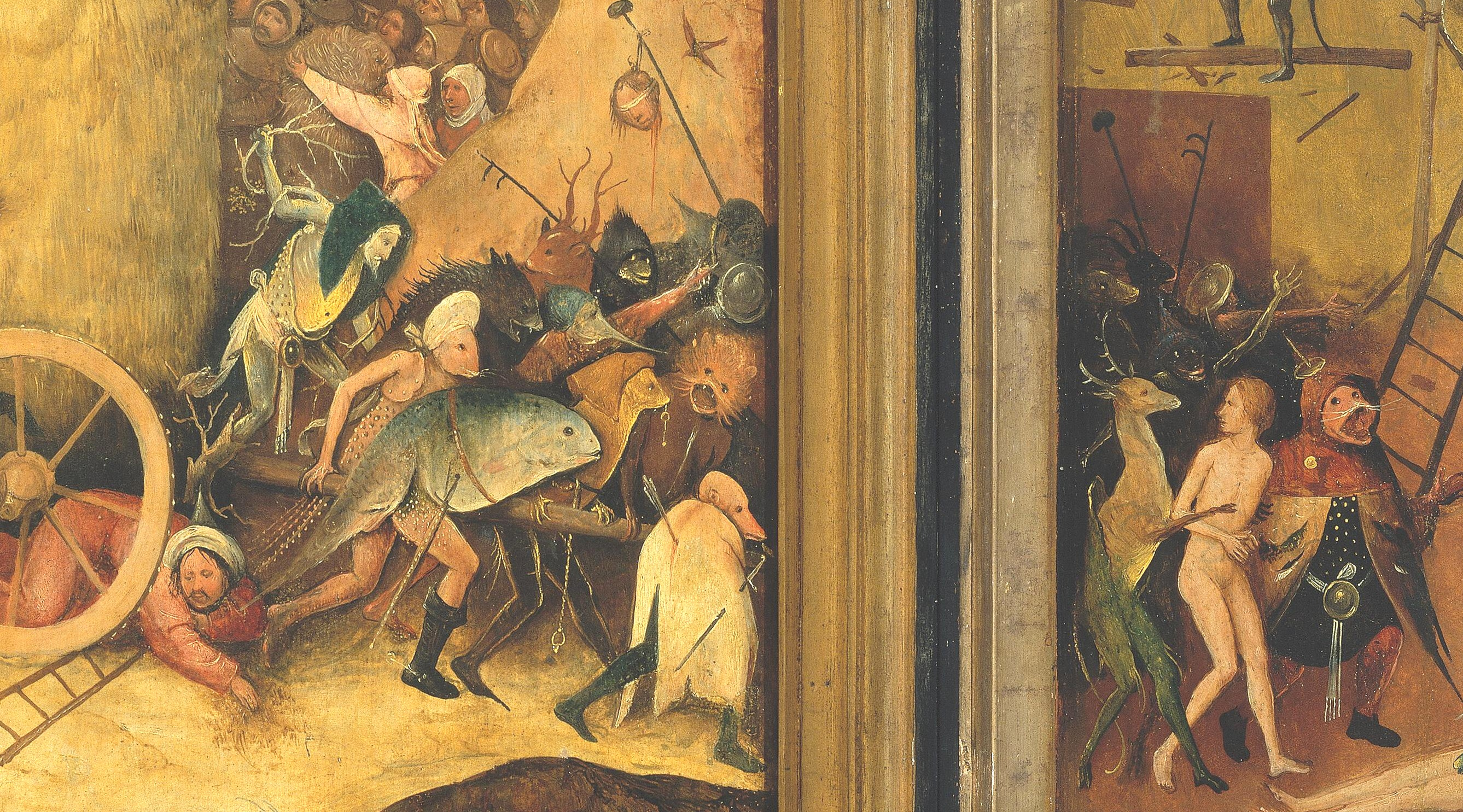
Höllenzug vom Mittelteil zum rechten Flügel